# Nockeby
Nockeby – dzielnica (stadsdel) Sztokholmu, położona w jego zachodniej części (Västerort) i wchodząca w skład stadsdelsområde Bromma. Graniczy z dzielnicami Nockebyhov, Olovslund i Höglandet oraz przez jezioro Melar z gminą Ekerö.
Według danych opublikowanych przez gminę Sztokholm, 31 grudnia 2020 r. Nockeby liczyło 3031 mieszkańców. Powierzchnia dzielnicy wynosi łącznie 1,16 km², z czego 0,21 km² stanowią wody Melaru.
Nockeby jest końcowym przystankiem linii tramwajowej Nockebybanan.